# Juan Sánchez Gorio
Juan Sánchez Gorio ( España, 28 de noviembre de 1920 –Buenos Aires Argentina, 29 de julio de 1979) fue un bandoneonista, director de orquesta y compositor que desde los 2 años de edad vivió en la Argentina, donde desarrolló su actividad profesional dedicado al género del tango. Su verdadero nombre era Juan Gregorio Sánchez y formó su nombre artístico quitando el Gregorio y agregando, como segundo apellido, las últimas cinco letras del nombre eliminado.

## Vida personal
Nacido en España, sus padres Gregorio Sánchez y Aurora Fabieri lo llevaron a la Argentina en 1924, se radicaron en San Nicolás,  provincia de Buenos Aires y, alrededor de 1930, fueron a residir a la ciudad de Buenos Aires.

## Actividad profesional
Sánchez Gorio comenzó a aprender bandoneón en San Nicolás y siguió haciéndolo en Buenos Aires. A los 13 años formó un trío con Alejandro González y el pianista José Basso y, más adelante, se incorporó al conjunto que dirigía el violinista Alberto Pugliese, hermano de Osvaldo. En 1937 entró al conjunto del bandoneonista Alberto Cima y al año siguiente se incorporó como primer bandoneón a la orquesta Los Mendocinos, dirigida por Francisco Lauro, en la que ya estaban el pianista Alfredo De Angelis y el cantor Mario Landi y por la que había pasado por breve tiempo Astor Piazzolla antes de incorporarse a la orquesta de Aníbal Troilo.
En 1939 se desvinculó de Lauro y formó un conjunto con el pianista Bernardo Bas y la voz de Mario Landi, que duró un año. Al año siguiente formó su primera orquesta propia, a la que incorporó con el nombre artístico de Luis Mendoza al cantor Luis Bottini, que recién se había separado de la orquesta de José Tinelli. Debutaron en LR4 Radio Splendid y  en julio de ese año pasaron a Radio Prieto ya con la presencia de Mario Landi como segundo cantor.
El estilo de la orquesta, con mucho ritmo y muy bailable hace que para 1943 había adquirido gran difusión y fue  contratada por la discográfica RCA Victor, para la cual hace el 18 de agosto de 1944, con la voz de Luis Mendoza, la primera grabación con el tango Oriente, cuya música le pertenecía en tanto la letra era de Horacio Basterra y el vals de Alfredo Pelaia Claveles mendocinos, que obtuvieron un importante suceso en las ventas. El 4 de enero de 1945 grabó el instrumental de Francisco Canaro Milonga con variación y, con el cantor Mendoza, No me importa su amor, de José Dames y Enrique Cadícamo. En 1946 actuó en el Café Marzotto y en el Carnaval de 1947 animó los bailes del club Defensores de Santos Lugares.
En 1948 ingresó a la orquesta el cantor Jorge Linares que se había desvinculao de la orquesta de Pedro Laurenz e hizo una exitosa gira por el país y por Uruguay. A fines de 1949, se incorporó el cantor Osvaldo Bazán, que venía de la orquesta de Emilio Balcarce, quien conformó con Mendoza uno de los binomios más populares de esos años. En 1951 el nuevo sello Orfeo, al que más adelante absorbió la CBS-Columbia lo contrató para grabar. Ese año registraron en el mes de septiembre el instrumental Rodríguez Peña y el vals de autoría de Sánchez Gorio y Mendoza con letra de Reinaldo Yiso Comodoro Rivadavia que cantaron a dúo Mendoza y Bazán y al año siguiente se produjo el mayor éxito discográfico de su carrera con el tango Gitana rusa cantado por Luis Mendoza que ya había sido objeto de grabaciones desde diez años antes por Osvaldo Fresedo con la voz de Oscar Serpa y por Ricardo Malerba con la de Orlando Medina. 
Dicha obra lleva su firma y la del poeta Horacio Sanguinetti y estuvo inspirada en la melodía de un músico judío de Ucrania, como lo revela Julio Nudler en su trabajo La gitana judía. Esta curiosidad, resalta la capacidad de Sánchez Gorio de convertir una musiquita campesina, en un tango de extraordinaria repercusión. El éxito del disco impulsó la grabación de una serie de temas, entre los que se recuerdan en especial la milonga del actor cómico Ubaldo Martínez, Cosas de borrachos , el tango Levantá la frente  y, además de nuevas versiones de Oriente  y Claveles mendocinos  el bonito vals de Hilario Cuadros La monjita  a dúo por Bazán y Mendoza.
En los años siguientes continuó trabajando en radioemisoras  y en confiterías bailables acompañado con una gran venta de discos. En 1957, tras una gira por Brasil, sus cantantes Luis Mendoza –tras 18 años con Gorio- y Osvaldo Bazán, se separaron amigablemente de la orquesta y fueron reemplazados por Julio Fontana y Raúl Ledesma, pero este último al poco tiempo se pasó a la orquesta de Miguel Caló dejando lugar  a Roberto Mancini. Animó  los bailes del Carnaval de 1959 del club Victoria de la provincia de Buenos Aires, con las voces de Osvaldo Bazán –que había retornado al conjunto-, Alberto Aguirre (Cholo) y Julio Fontana y todo ese año trabajó como artista exclusivo de LR1 Radio El Mundo y del cabaré El Avión de La Boca. Sus últimas actuaciones fueron en 1960 en el programa televisivo Ronda de ases.

## Versión sobre la autoría deGitana rusa
El historiador Julio Nudler escribió una versión de la génesis de este tango, que llegó a ser el mayor éxito de la orquesta de Juan Sánchez Gorio, según la cual el mismo había sido creado en realidad por otro músico, llamado Saverio Sadán, en Ucrania, con el nombre de Tus ojos.  
Nudler relata que recibió una partitura  fechada el 10 de agosto de 1940, en la localidad de Umañ, a mitad de camino entre las ciudades de  Kiev y Odessa, dedicada a “mi querida Celia”, que coincidía con la de Gitana rusa, y una cuartilla con una extensa letra firmada por D. M. Glinberg. 
Según Nudler, la esposa del violinista judío Saverio Sadán tuvo en Ucrania en 1910 un hijo de nombre Demetrio que abandonó al poco tiempo al separarse la pareja. Casada con un diplomático de Argentina, la mujer emigró a ese país y después de la Revolución Rusa de 1917 su hijo hizo un largo viaje en tren y en barco para reunirse con su madre. En su nuevo país estudió, empezó a trabajar en el diario Crítica, se casó en 1938 con celia Piva y dos años después  recibió como obsequio un melodioso tango de corte europeo que le enviaba desde Ucrania su padre—vuelto a casar con una cantante lírica judeo-polaca— compuesto para la desconocida nuera, al que un amigo suyo había agregado una letra muy romántica, evocativa de una cita primaveral de amor, entre árboles y bajo las estrellas. Demetrio entregó la obra a su amigo Horacio Basterra, que estaba iniciando su carrera de letrista para que hiciera con ella lo que quisiera y, por lo visto, confeccionó una nueva letra y se la confió a su vez a Sánchez Gorio, que le hizo unos cambios mínimos y la registró con Basterra como propia.